# Стари Бар
Вижте пояснителната страница за други значения на Бар.
Стари Бар е град на Черна гора. 
Населението му е около 1864 души през 2003 г.
Съвременният град Бар е разположен в полето под руините на някогашния средновековен Бар.

## История
Стари Бар е средновековен град, опасан с крепостни валове, които заграждат територия с площ от 4000 m². В нея са разположени изгражданите през различни периоди жилищни, обществени и култови сгради. По-голяма част от тях са разрушени, с изключение на часовниковата кула, сградата на митницата, църквата и хамама, които са били реставрирани след земетресението през 1979 г. Жилищната архитектура носи стиловите особености, характерни за различните периоди на строителство – късна готика, Ренесанс и барок, съчетани с ориенталски елементи.
През вековете старият град на Бар е многократно разрушаван. Средновековният Бар е седалище на католическата Барска архиепархия, където е резидирал и като първи крал след Великата схизма българският цар Константин Бодин.
Бар е първата историческа столица на Стара Черна гора, по-известна като самостоятелното владение Зета. След това, с края на Душановото царство, княжество Черна гора има за главни градове Жабляк (крепост), Обод и Цетине. Сегашната столица на Черна гора Подгорица е на мястото на османската крепост Рибница.

## Население
| Етнически    | Брой | Процент |
| ------------ | ---- | ------- |
| черногорци   | 729  | 39.10%  |
| мюсюлмани    | 510  | 27.36%  |
| сърби        | 221  | 11.85%  |
| бошняци      | 101  | 5.41%   |
| албанци      | 101  | 5.41%   |
| цигани       | 14   | 0.75%   |
| египтяни     | 7    | 0.37%   |
| хървати      | 6    | 0.32%   |
| словенци     | 1    | 0.05%   |
| македонци    | 1    | 0.05%   |
| югославци    | 1    | 0.05%   |
| други        | 60   | 3.21%   |
| няма отговор | 112  | 6.08%   |
| Общо         | 1864 | 100%    |